# Koji Tanaka
Koji Tanaka (n. 2 noiembrie 1955) este un fost fotbalist japonez.

## Statistici
| Japonia | Japonia | Japonia |
| An      | Meciuri | Goluri  |
| ------- | ------- | ------- |
| 1982    | 6       | 0       |
| 1983    | 8       | 3       |
| 1984    | 6       | 0       |
| Total   | 20      | 3       |